# Ottignies-Louvain-la-Neuve
Ottignies-Louvain-la-Neuvelà một đô thị ở tỉnh Walloon Brabant. Tại thời điểm ngày 1 tháng 1 năm 2006 Ottignies-Louvain-la-Neuve có dân số 29.521 người. Tổng diện tích là 32,96 km² với mật độ dân số là 896 người trên mỗi km².
Có hai thị trấn chính trong đô thị này:
- Ottignies
- Louvain-la-Neuve.

Công viên khoa học Louvain-la-Neuve  được lập năm 1971, là công viên khoa học đầu tiên của Bỉ, nằm trên diện tích 231 ha. Công viên khoa học Louvain-la-Neuve có 130 công ty với 4500 nhân viên.